# Arthur Honegger (film)
Pour l’article homonyme, voir Arthur Honegger.
Pour plus de détails, voir Fiche technique et Distribution.
Arthur Honegger est un moyen métrage documentaire français réalisé par Georges Rouquier, sorti en 1955.

## Synopsis
Une interview du compositeur Arthur Honegger : peu de temps avant sa mort, il évoque sa jeunesse, ses années de formation, ses rencontres (avec Darius Milhaud et Jacques Ibert), l'avant-garde, ses collaborations et sa vision de l'art.

## Fiche technique
- Titre : Arthur Honegger
- Réalisation et scénario : Georges Rouquier
- Assistants-réalisateurs : Jacques Demy et Olivier Gérard
- Musique : Arthur Honegger
- Photographie : René Colas
- Caméraman : Pierre Mandrin
- Documentation et montage : Marc Magnin
- Coordination des effets spéciaux : Arcady
- Directeur de production : Georges Bureau
- Assistant de production : Jean Rossigneux
- Société de production et de distribution : Cinextension
- Pays d'origine :  France
- Format : Noir et blanc - 35 mm
- Durée : 40 minutes
- Genre : Film documentaire
- Dates de sortie : 1955

## Avec
- Arthur Honegger
- Andrée Honegger, l'épouse d'Arthur
- Georges Rouquier, le cinéaste qui interviewe Arthur Honegger
- Jacques Ibert : le compositeur, ami d'Honegger
- et Claude Nollier : Jeanne d'Arc, dans la reconstitution de "Jeanne au bûcher"

## Distinction
- 1957 : Grand prix du film d'art au Festival de Venise